# Соловьёвка (Ленинградская область)
Соловьёвка (до 1948 года Нойтермаа, фин. Noitermaa) — посёлок в Плодовском сельском поселении Приозерского района Ленинградской области.

## Название
По постановлению общего собрания колхозников колхоза «имени Кирова» зимой 1948 года деревня Нойтермаа получила наименование Новоселье. Спустя некоторое время название Новоселье было изменено на Сольцы, а затем ещё раз, на Соловьевка. Предположительно, название образовано от фамилии погибшего воина.

## История
- Деревня Нойтермаа на финской карте 1923 года

До 1940 года деревня Нойтермаа входила в состав волости Пюхяярви Выборгской губернии Финляндской республики. 
С 1 января 1940 года в составе Карело-Финской ССР.
С 1 августа 1941 года по 31 июля 1944 года финская оккупация.
С 1 ноября 1944 года в составе Пюхяярвского сельсовета Кексгольмского района
С 1 октября 1948 года в составе Отрадненского сельсовета Приозерского района. 
С 1 января 1949 года деревня учитывается как посёлок Соловьёвка. В ходе укрупнения хозяйства к деревне были присоединены соседние селения: Кескила, Тойвола, Вискари, Парсанмяки, Савела, Куянсуу, Рантала, Лампила.
С 1 февраля 1963 года — в составе Выборгского района.
С 1 января 1965 года — вновь в составе Приозерского района. В 1965 году население посёлка составляло 523 человека. 
По данным 1966, 1973 и 1990 годов посёлок Соловьёвка входил в состав Отрадненского сельсовета.
В 1997 году в посёлке Соловьёвка Отрадненской волости проживал 237 человек, в 2002 году — 183 человека (русские — 88 %).
В 2007 году в посёлке Соловьёвка Плодовского СП проживали 183 человека, в 2010 году — 208 человек.

## География
Посёлок расположен в центральной части района на автодороге А121 «Сортавала» (Санкт-Петербург — Сортавала — автомобильная дорога Р-21 «Кола»).
Расстояние до административного центра поселения — 12 км.
Расстояние до ближайшей железнодорожной платформы Суходолье — 1 км. 
В посёлке находится Гагаринское и два Соловьёвских озера.

## Демография
| 2007 | 2010 | 2017 |
| ---- | ---- | ---- |
| 183  | ↗208 | ↗237 |

## Улицы
3-я Бригада, Железнодорожная, Ленинградская, Лесная, Малиновая, Межозёрная, Первомайская, Садовая, Светлановская, Суходольская, Труда, Центральная.

## Садоводства
Долина озёр, Комсомольское, Молодёжное, Салют.